# Dmitrij Kozončuk
Dmitrij Anatol'evič Kozončuk (in russo Дмитрий Анатольевич Козончук?, angl. Dmitry Kozontchuk; Voronež, 5 aprile 1984) è un ex ciclista su strada russo, professionista dal 2007 al 2018.

## Carriera
Tra i dilettanti coglie alcune vittorie e nel 2005 entra nella Rabobank Continental Team, squadra giovanile della Rabobank. Nel 2005 si fa notare vincendo una frazione e la classifica finale del Cinturón Ciclista Internacional a Mallorca davanti a Linus Gerdemann e ottenendo il successo nella Parigi-Roubaix Under-23. Nel 2006 giunge terzo alla Liegi-Bastogne-Liegi Under-23, e si aggiudica due tappe al Triptyque des Monts et Châteaux. Passa alla Rabobank nel 2007, rimanendo nel team olandese fino al 2010 e correndo quattro volte il Giro d'Italia. L'8 luglio 2010, in seguito a una caduta al Giro d'Austria, rimedia la frattura del femore.
Nel 2011 si trasferisce alla Geox-TMC, seguendo il leader Denis Men'šov nella neonata formazione italiana e prendendo parte al Giro d'Italia e alla Vuelta a España. Nella stagione seguente passa alla RusVelo, formazione russa, mentre nel 2013 viene messo sotto contratto dalla Katusha, ritornando al ruolo di gregario di Men'šov. In stagione partecipa ancora al Giro d'Italia e alla Vuelta a España.

## Palmarès
- 2002 (Juniores)

Classifica generale Giro di Basilicata
- 2004 (Dilettanti Under-23)

2ª tappa Olympia's Tour ('s-Hertogenbosch > Wateringen)
3ª tappa Triptyque des Barrages (Froidchapelle > Froidchapelle)
- 2005 (Rabobank Continental Team, tre vittorie)

3ª tappa Cinturón Ciclista Internacional a Mallorca (Son Ferriol > Son Ferriol)
Classifica generale Cinturón Ciclista Internacional a Mallorca
Parigi-Roubaix Espoirs
- 2006 (Rabobank Continental Team, tre vittorie)

2ª tappa, 2ª semitappa Triptyque des Monts et Châteaux (Tournai > Mont-de-l'Enclus), Under-23
3ª tappa Triptyque des Monts et Châteaux (Castello di Belœil > Frasnes-lez-Buissenal), Under-23
2ª tappa Internationale Thüringen-Rundfahrt (Bad Berka > Ilmenau)

## Piazzamenti

### Grandi Giri
- Giro d'Italia

2007: 100º
2008: 59º
2009: 79º
2010: ritirato (8ª tappa)
2011: 75º
2013: ritirato (16ª tappa)
2017: 145º
- Tour de France

2015: ritirato (3ª tappa)
- Vuelta a España

2008: 54º
2010: 134º
2011: 122º
2013: 92º
2014: 95º

### Classiche monumento
- Milano-Sanremo

2015: 94º
- Parigi-Roubaix

2007: ritirato
- Liegi-Bastogne-Liegi

2014: ritirato
2015: ritirato
- Giro di Lombardia

2009: ritirato
2010: ritirato
2017: ritirato

### Competizioni mondiali
- Campionati del mondo su strada

Zolder 2002 - Cronometro Juniores: 8º
Zolder 2002 - In linea Juniores: 30º
Verona 2004 - In linea Under-23: 56º
Madrid 2005 - In linea Under-23: 60º